# Kriegsnotmeldung
Kriegsnotmeldungen (auch Kr-Funkspruch oder Kr-Fs genannt) waren während des Zweiten Weltkriegs besondere Lagemeldungen, die zumeist per Funk, gelegentlich auch per Fernschreiber, Telefon oder selten als Lichtsignal, und zum Zweck der Geheimhaltung fast immer in verschlüsselter Form abgegeben wurden.
Eine Kriegsnotmeldung wurde stets durch das Kürzel KR gekennzeichnet, das hier zugleich die Bedeutung eines Dringlichkeitszeichens hatte, vergleichbar mit dem heute üblichen Urgency signal XXX. Es gab noch weitere Dringlichkeitszeichen der Wehrmacht, wie die höhere Stufe „KR-Blitz“ und die höchste „FRR“ sowie für etwas weniger dringende als KR die Stufe „SSD“.
Der Morsecode für KR (−·− ·−·) ist durch sein auffälliges Klangbild (ähnlich wie SOS) gut als Notsignal geeignet, insbesondere wenn der Doppelbuchstabe, wie es bei der deutschen Kriegsmarine üblich war, im Spruchkopf eines Funkspruchs als KR KR wiederholt gesendet wird.
Die Dienstvorschriften (Dv) der Kriegsmarine legten fest, dass „Kriegsnotmeldungen […] nur bei unmittelbarer Gefahr und höchster Notlage abgegeben werden“ dürfen. Zur näheren Kennzeichnung der Ursache des Notfalls genügte ein einzelner Buchstabe, der zum Schutz gegen Signalverstümmelung dreimal hintereinander gesendet wurde:
- Ü Ü Ü bei Überfall,
- F F F bei Flugzeugangriff,
- L L L bei Feindlandung oder
- O O O bei Bombentreffer.

Zusätzlich konnte und sollte Y Y Y gesendet werden, um mitzuteilen „Verschlusssachen, insbesondere Schlüsselmittel, sind vernichtet“.
Die deutschen Atlantik-U‑Boote nutzten darüber hinaus noch weitere Kürzel beziehungsweise modifizierte Bedeutungen. Dazu gehörten:
- A A A bei Angriff mit Bomben,
- B B B bei Beschuss,
- C C C bei Tieffliegerangriff,
- H H H bei Luftangriff aus großer Höhe,
- L L L bei Torpedoangriff,
- X X X bei schwer beschädigtem Boot, das zu sinken droht, und
- Z Z Z bei schwer beschädigtem Boot, das noch für kurze Zeit gehalten werden kann.

Kriegsnotmeldungen wurden in allen Wehrmachtteilen verwendet, beim Heer und der Luftwaffe teilweise mit leicht unterschiedlichem Gebrauch als bei der Kriegsmarine. Beispielsweise verwendete die Heeresgruppe Nord Kriegsnotmeldungen ohne Verdopplung des KR im Spruchkopf und auch für vergleichsweise etwas weniger wichtige Nachrichten, wie beispielsweise Anfragen nach Munitionsnachschub.

## Kryptanalyse
Den Alliierten war die Bedeutung dieser Kurzsignale aus erbeuteten Dokumenten bekannt, was beispielsweise im Fall von U‑Boot-Funksprüchen fatale Konsequenzen für diese haben konnte. Die aktuelle Lage eines U‑Boots resultierte zumeist aus alliierten Kriegsaktionen und war somit häufig ebenso bekannt. Folglich war der Text eines Funktelegramms, das ein U‑Boot in einer bestimmten Notsituation absendete, für die Alliierten teilweise vorhersagbar. Mit anderen Worten: Sie kannten Teile des Klartextes zu dem per Funk abgehörten Geheimtext. In der Fachsprache der Kryptanalyse nennt man dies einen Crib. Dies half den alliierten Codebreakers, die deutschen Funksprüche zu brechen.